# ارلسوود
ارلسوود (به انگلیسی: Earlswood) یک حومه شهر در بریتانیا است که در ریکیت اند بانستد واقع شده‌است. ارلسوود ۵٬۰۴۹ نفر جمعیت دارد.